# Jarret Thomas
Jarret Thomas (n. 6 aprilie 1981, Golden⁠(d), Colorado, SUA) este un sportiv ce a reprezentat Statele Unite ale Americii, medaliat olimpic. A participat la o ediție a Jocurilor Olimpice (2002) în care a câștigat o medalie de bronz.

## Participări
Lista de mai jos prezintă principalele competiții la care a participat Jarret Thomas de-a lungul carierei.
- snowboarding at the 2002 Winter Olympics – men's halfpipe[*]